# لینگاتو

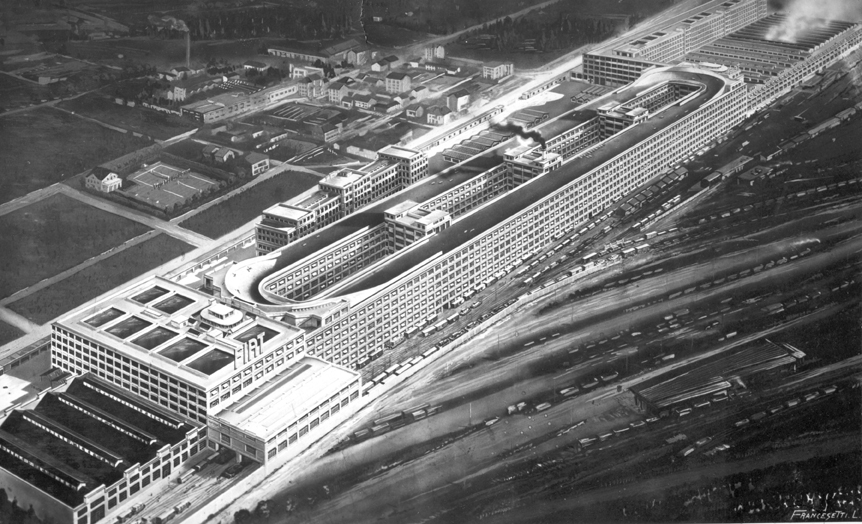
نمای کارخانه لینگاتو فیات و پیست آزمایش روی سقف در ۱۹۲۸

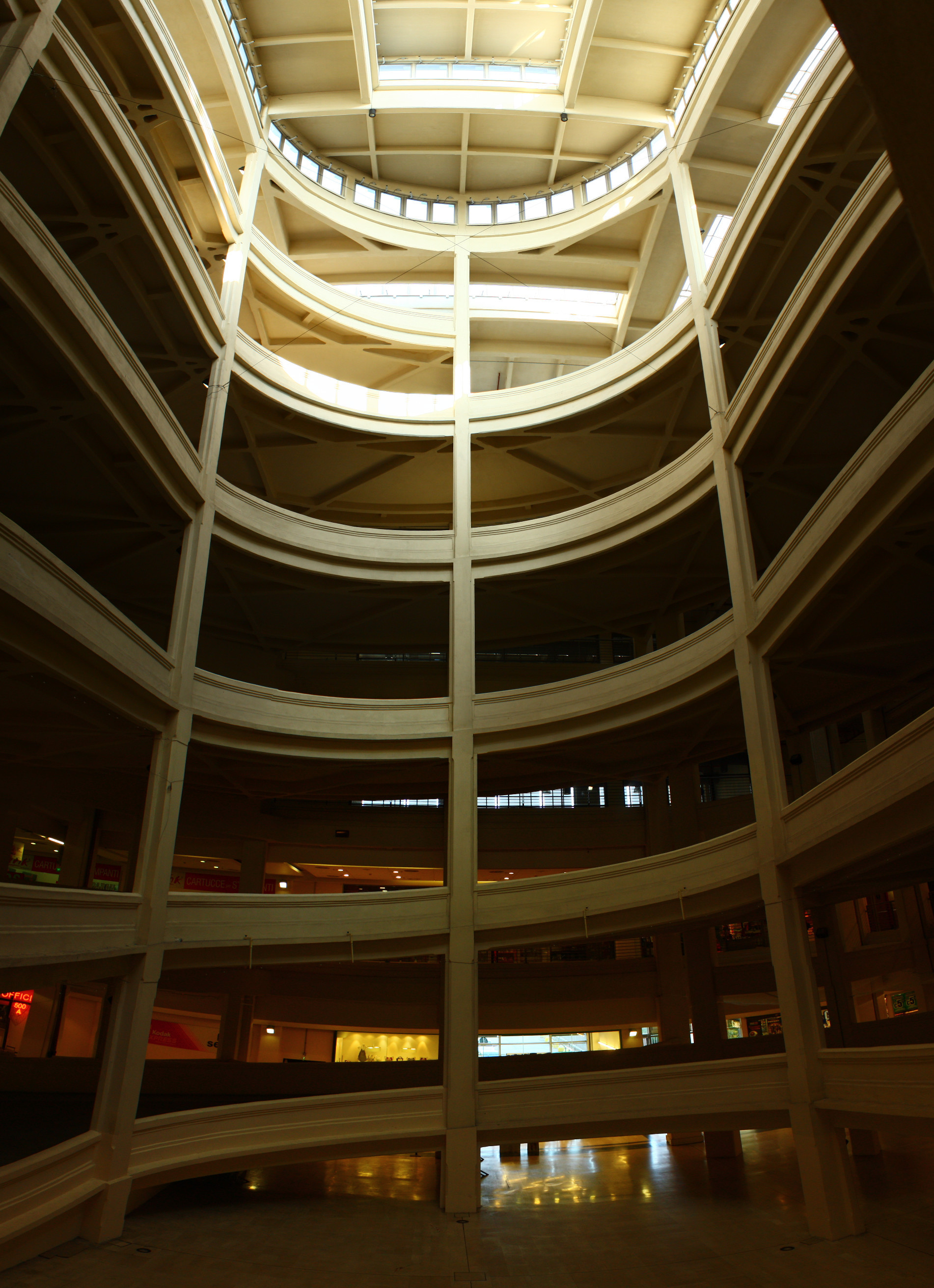
رمپ‌های پیچی انتقال خودروها به بالاترین سطح کارخانه

لینگاتو (انگلیسی: Lingotto) ناحیه تاریخی مشهور از تورین ایتالیا است که محل ساختمان لینگاتو در ویا نیتزا می‌باشد. این ساختمان کارخانه تاریخی خودروسازی فیات بود که در ۱۹۱۶ کلنگ خورد و ۱۹۲۳ تأسیس شد.
از نکات برجسته این کارخانه پیست مسابقه و آزمایش خودرو روی سقف آن است. فیات ۱۲۴ که پدربزرگ لادا می‌باشد در این کارخانه متولد شد.